# Fredericton
Fredericton è una città del Canada sul fiume Saint John, capoluogo della provincia del Nuovo Brunswick, a 90 km da Saint John.
La città venne chiamata così in onore di Federico Augusto, figlio di re Giorgio III, duca di Brunswick-Lüneburg, a cui è dedicato anche il nome della provincia di Nuovo Brunswick.

## Storia
Ci sono prove archeologiche di un accampamento nella zona 12.000 anni fa, e i Maliseet coltivavano diversi chilometri a monte.
I coloni del Regno di Francia alla fine del 1600 costruirono Fort Nashwaak sul lato nord del fiume Saint John, come capitale dell'Acadia. Il forte resistette a un attacco britannico nel 1696, ma la capitale fu poi spostata a Port Royal. Nel 1713, gli acadiani in fuga dalla conquista britannica della Nuova Scozia si insediarono nel sito, chiamandolo Pointe Saint Anne. Fu distrutta nel 1758, quando la popolazione di circa 83 persone fu esiliata durante la grande deportazione degli acadiani.
Nel 1783, quando i lealisti dell'Impero Unito  arrivarono dalla Nuova Inghilterra, ebbe inizio la storia della moderna Fredericton. L'anno successivo, il Nuovo Brunswick fu diviso dalla Nuova Scozia e divenne una colonia a sé stante. Pointe-Sainte-Anne fu ribattezzata "Fredericstown", dal nome di Federico Augusto, secondogenito di re Giorgio III. Divenne la capitale della nuova colonia, poiché si riteneva che avesse una posizione difensiva migliore della più grande Saint John.
Le strade erano disposte secondo il tipico schema a griglia dell'epoca, con i nomi che riflettevano le tendenze lealiste: Charlotte, Brunswick, George, King e Queen.
Nel 1785, divenne la città della contea di York. Nel 1790 fu costruito il Palazzo Legislativo del New Brunswick. Come centro di governo, attirò istituzioni educative, con il King's College (ora Università del New Brunswick) che fu la prima università in lingua inglese del Canada, e religiose, con la costruzione della Christ Church Cathedral come sede della diocesi anglicana di Fredericton nel 1853.
È stata una città di guarnigione britannica dal 1784 al 1869 e il complesso militare è conservato come sito storico nazionale del Canada.
Con il programma di pari opportunità del New Brunswick negli anni '60, i consigli di contea furono aboliti e i servizi governativi furono centralizzati a livello provinciale a Fredericton, aumentando i posti di lavoro e la popolazione.

## Geografia
Il fiume Saint John attraversa Fredericton e la maggior parte dello sviluppo suburbano della città nel dopoguerra avviene sulle colline in leggera pendenza su entrambi i lati del fiume (anche se il centro della città è pianeggiante e si trova basso rispetto al fiume).
Ad un'altitudine di circa 17 m sul livello del mare, Fredericton si trova nel bacino Pennsylvaniano. Si differenzia nettamente dalle parti geologicamente più antiche della provincia. La regione è caratterizzata da due aree distinte che si dividono intorno alla zona di Wilsey Road, nella parte orientale della città. Nella parte occidentale, il basamento sottostante la terra è topograficamente dominante, mentre l'altra è controllata dai depositi del Pleistocene e recenti che portano ai fiumi (con il risultato che l'area è poco profonda e ampia). Fredericton e i suoi dintorni sono ricchi di risorse idriche che, insieme a un terreno altamente coltivabile, rendono la regione di Fredericton ideale per l'agricoltura. Il fiume Saint John e uno dei suoi principali affluenti, il fiume Nashwaak, si incontrano a Fredericton. Le zone disabitate della città sono ricche di foreste.

## Economia
È oggi un mercato di prodotti agricoli, in cui sono sviluppate le attività della caccia e della pesca. Industrie alimentari, conciarie, calzaturiere, cartarie, del legno e cantieristiche.
La città è sede dell'Università del Nuovo Brunswick dal 1785.

## Popolazione

### Etnicità
Nel 2021, Fredericton era composta per l'82,5% da bianchi/europei, per il 3,5% da indigeni e per il 14,0% da minoranze visibili. I gruppi di minoranza visibili più numerosi erano quelli dei neri (2,9%), degli asiatici del sud (2,9%), degli arabi (2,5%), dei cinesi (1,8%) e dei filippini (1,0%).
Fredericton ha accolto il più alto numero pro capite di rifugiati dalla guerra civile siriana rispetto a qualsiasi altra città canadese.

### Lingua
L'inglese è parlato come lingua madre dall'80,2% dei residenti. Altre lingue madri parlate sono il francese (6,1%), l'arabo (2,1%), il cinese (1,4%), lo spagnolo (0,7%), il russo (0,6%) e il persiano (0,5%). L'1,4% della popolazione ha indicato come lingue madri sia l'inglese che il francese.